# 가미야 히데키
가미야 히데키(일본어: 神谷 英樹, 1970년 12월 19일 ~ )는 일본의 비디오 게임 디자이너이다.

## 경력
- 1994년 주식회사 캡콤에 입사. '아서와 아스 타로트의 수수께끼 마계 마을'의 개발을 도와 후에 '바이오하자드' 개발에 기획으로 참여
- 1998년, 1998년 처음 이사를 역임했다. '바이오하자드 2'는 496만개의 대히트. 다음 개발한 '데빌 메이 크라이', '뷰티풀 죠'도 액션 게임으로 높은 평가를 얻고있다.
- 2004년, 캡콤의 자회사 클로버 스튜디오 주식 회사로 이적했다. '오오카미'의 디렉터가 된다.
- 2006년 7월, 클로버 스튜디오에서 은퇴하고 SEEDS 주식회사로 이적했다.
- 2007년 10월, SEEDS과 기업 ODD가 합병, 상호를 플래티넘 게임즈 기업으로 변경했기 때문에 현재는 플래티넘 게임즈 소속.
- 2010년 바요네타 발매